# Friedrich Schwarz (Fechter)
Friedrich Schwarz (* 1880; † nach 1922) war ein deutscher Fechter. Er focht beim MFC 1876 Mainz.

## Erfolge
Schwarz gewann bei den Gauverbandsturnieren des Gauverbandes mittelrheinischer Fechtclubs, dem Vorläufer der deutschen Meisterschaften mehrere Wettbewerbe in verschiedenen Disziplinen (Florett 1910, Säbel 1902, 1906 und 1911 sowie die damals noch ausgetragenen Wettbewerbe mit dem Schläger 1901 und dem Schweren Säbel 1901, 1903 und 1907). Bei den deutschen Meisterschaften wurde er 1913 Sechster mit dem Degen und 1922 Neunter mit dem Säbel.
Bei einem Länderkampf 1910 in Frankfurt sowie den Baltischen Spielen 1914 war Schwarz Mitglied der deutschen Mannschaft. Er nahm auch an den Olympischen Spielen 1912 in Stockholm mit dem Degen- und dem Säbel teil. In beiden Waffen startete er sowohl im Einzel als auch in der Mannschaft. Mit beiden Mannschaften belegte er jeweils den geteilten siebten Platz. Im Degeneinzel schied er bereits in der ersten Runde aus, im Säbel kam er ins Halbfinale, in der er mit nur einem Sieg Letzter seiner Runde wurde. Die beiden Vorrunden überstand er mit jeweils einer Niederlage bei zwei Siegen.
1911 war Schwarz an der Gründung des Deutschen Fechter-Bundes beteiligt und wurde Beisitzer im ersten Vorstand des Verbandes.